# Eliasz Carbonell Mollá
Elias Carbonell Molla (ur. 20 listopada 1869 w Cocentaina (Alicante), zm. 2 października 1936) – hiszpański błogosławiony Kościoła katolickiego. 
Urodził się wielodzietnej rodzinie. Jego ojciec był lekarzem. W 1890 roku po ukończeniu szkoły średniej wstąpił do seminarium w Walencji. W 1893 roku otrzymał święcenia kapłańskie, a także był spowiednikiem różnych wspólnot religijnych. Zginął w czasie wojny domowej w Hiszpanii. Miał 66 lat.
Został beatyfikowany w grupie Józef Aparicio Sanz i 232 towarzyszy przez papieża Jana Pawła II w dniu 11 marca 2001 roku.